# На Рилеца-герой
„На Рилеца-герой“ (изписване до 1945 година: Рилецки герой) или Солун марш е сред най-известните български бойни маршове, изпълняван при паради и официални военни събития на Българската армия. Маршът е бойна песен на Седма пехотна рилска дивизия.

На Рилеца-герой
Титан Калимански, герой от Булаир
с гърди от желязо, с воля от гранит,
оскърбен, унижен с Букурещки мир,
днес пред теб врагът е сломен и разбит.
Заздравил набързо оставени рани
от грешна, развратна и подла Сърбия,
ти кат’ един скочи и ни полебрани,
само с един замах страшен повали я.
В боеве чутовни име безсмърти,
навред ти бе герой, навред победител,
в Кочани и Прилеп, в Враня и Гиляни,
теб те посрещнаха кат’ освободител.
И шумният Вардар е кървав свидетел
на боеве страшни с англофренски скити
Черна-река, Голаш, Криволак, Гевгели